# 소녀의 세계 (영화)
"소녀의 세계"는 2018년에 개봉한 대한민국 영화이다.

## 캐스팅
- 노정의: 봉선화 역
- 조수향: 정수연 역
- 권나라: 이하남 역
- 조수하: 봉선주 역
- 김예나: 오지은 역
- 박수연: 하윤주 역
- 신영진: 송민희 역
- 조병규: 고우철 역
- 정수한: 송민호 역
- 김정팔: 봉만세 역
- 박성민: 국어교사 역
- 김용필: 영어교사 역
- 조완: 수학교사 역
- 이경훈: 지구과학교사 역
- 송희정: 보건교사 역
- 박성민: 체육교사 역
- 정의욱: 천주교 신부 역
- 김용연: 카메라수리점 사장 역
- 한경애: 우성여고 연극반 역
- 이현웅: 문구점 사장 역
- 이송이: 버스 수다 학생 역 (특별출연)
- 한다솔: 오디션 민요 학생 역 (특별출연)
- 석주일: 버스기사 역 (특별출연)
- 한호정: 우산 쓴 직장인 역 (특별출연)

## 같이 보기
- 2018년 대한민국의 영화 목록